# Pável Kolobkov
Pável Anatólievich Kolobkov –en ruso, Павел Анатольевич Колобков– (Moscú, 22 de septiembre de 1969) es un deportista ruso que compitió en esgrima, especialista en la modalidad de espada.
Participó en cinco Juegos Olímpicos de Verano, obteniendo en total seis medallas: bronce en Seúl 1988, en la prueba por equipos (junto con Andrei Shuvalov, Vladimir Reznichenko, Mijail Tishko e Igor Tijomirov), plata y bronce en Barcelona 1992, en las pruebas individual y por equipos (con Andrei Shuvalov, Serguei Kravchuk, Serguei Kostarev y Valeri Zajarevich), plata en Atlanta 1996, por equipos (con Alexandr Beketov y Valeri Zajarevich), oro en Sídney 2000 y bronce en Atenas 2004, estas dos últimas en la prueba individual.
Ganó 12 medallas en el Campeonato Mundial de Esgrima entre los años 1989 y 2005, y 10 medallas en el Campeonato Europeo de Esgrima entre los años 1996 y 2006.

## Palmarés internacional
| Representando a la URSS           |                             |                   |                    |
| Juegos Olímpicos                  |                             |                   |                    |
| Año                               | Lugar                       | Medalla           | Prueba             |
| 1988                              | Seúl (Corea del Sur)        | Medalla de bronce | Espada por equipos |
| Campeonato Mundial                |                             |                   |                    |
| Año                               | Lugar                       | Medalla           | Prueba             |
| 1989                              | Denver (Estados Unidos)     | Medalla de bronce | Espada individual  |
| 1990                              | Lyon (Francia)              | Medalla de bronce | Espada por equipos |
| 1991                              | Budapest (Hungría)          | Medalla de oro    | Espada por equipos |
| Representando al Equipo Unificado |                             |                   |                    |
| Juegos Olímpicos                  |                             |                   |                    |
| Año                               | Lugar                       | Medalla           | Prueba             |
| 1992                              | Barcelona (España)          | Medalla de plata  | Espada individual  |
| 1992                              | Barcelona (España)          | Medalla de bronce | Espada por equipos |
| Representando a Rusia             |                             |                   |                    |
| Juegos Olímpicos                  |                             |                   |                    |
| Año                               | Lugar                       | Medalla           | Prueba             |
| 1996                              | Atlanta (Estados Unidos)    | Medalla de plata  | Espada por equipos |
| 2000                              | Sídney (Australia)          | Medalla de oro    | Espada individual  |
| 2004                              | Atenas (Grecia)             | Medalla de bronce | Espada individual  |
| Campeonato Mundial                |                             |                   |                    |
| Año                               | Lugar                       | Medalla           | Prueba             |
| 1993                              | Essen (Alemania)            | Medalla de oro    | Espada individual  |
| 1994                              | Atenas (Grecia)             | Medalla de oro    | Espada individual  |
| 1997                              | Ciudad del Cabo (Sudáfrica) | Medalla de plata  | Espada individual  |
| 1998                              | La Chaux-de-Fonds (Suiza)   | Medalla de bronce | Espada por equipos |
| 1999                              | Seúl (Corea del Sur)        | Medalla de bronce | Espada individual  |
| 2002                              | Lisboa (Portugal)           | Medalla de oro    | Espada individual  |
| 2002                              | Lisboa (Portugal)           | Medalla de plata  | Espada por equipos |
| 2003                              | La Habana (Cuba)            | Medalla de oro    | Espada por equipos |
| 2005                              | Leipzig (Alemania)          | Medalla de oro    | Espada individual  |
| Campeonato Europeo                |                             |                   |                    |
| Año                               | Lugar                       | Medalla           | Prueba             |
| 1996                              | Limoges (Francia)           | Medalla de oro    | Espada individual  |
| 1998                              | Plovdiv (Bulgaria)          | Medalla de bronce | Espada por equipos |
| 1999                              | Bolzano (Italia)            | Medalla de bronce | Espada individual  |
| 2000                              | Funchal (Portugal)          | Medalla de oro    | Espada individual  |
| 2001                              | Coblenza (Alemania)         | Medalla de bronce | Espada individual  |
| 2002                              | Moscú (Rusia)               | Medalla de plata  | Espada individual  |
| 2003                              | Bourges (Francia)           | Medalla de plata  | Espada individual  |
| 2004                              | Copenhague (Dinamarca)      | Medalla de bronce | Espada individual  |
| 2005                              | Zalaegerszeg (Hungría)      | Medalla de plata  | Espada individual  |
| 2006                              | Esmirna (Turquía)           | Medalla de bronce | Espada individual  |